# Dutch (Predátor)
Major Alan Schaefer, přezdívaný Dutch je fiktivní postava z filmu Predátor, který byl natočen roku 1987. Postavu Dutche ztvárnil americký herec Arnold Schwarzenegger.
Dutch je válečný veterán, který se účastnil války ve Vietnamu, konkrétně bitvy o Hue, kde bojoval po boku svého přítele George Dillona. Dutch a jeho tým je povolán do speciální akce ve Val Verde s tím, že členové prezidentského kabinetu Guatemaly byli zajati vzbouřenci kdesi v džungli.
Schaefer se vydává do nitra džungle i se svým přítelem Dillonem. Po odhalení základny povstalců se zjišťuje, že nejde o členy prezidentova kabinetu, ale agenty CIA. Následně se Dutch setkává s Predátorem, který postupně likviduje Dutchovu jednotku jednoho po druhém, až zůstává major sám.
Když se mu podaří zničit predátora, ten aktivuje své sebedestrukční zařízení, avšak Dutchovi se podaří ještě uniknout a následně je vyzvednut vrtulníkem. Ve filmu Predátor 2 je pak odkryto, že Dutch výbuch opravdu přežil, avšak utekl z nemocnice, kde byl hospitalizován s nemocí z ozáření. Od té doby o něm nikdy nikdo neslyšel.

## Zkušenosti
Z filmu je patrné, že Major Schaefer prošel již mnoho bitev a kromě již zmíněného Vietnamu bojoval také v Afghánistánu. Díky těmto zkušenostem se mohl jako poslední střetnout s predátorem a sestrojit v bojových podmínkách důmyslnou past, která mimozemšťana nakonec zabila.